# Abtei Altmünster (Mainz)

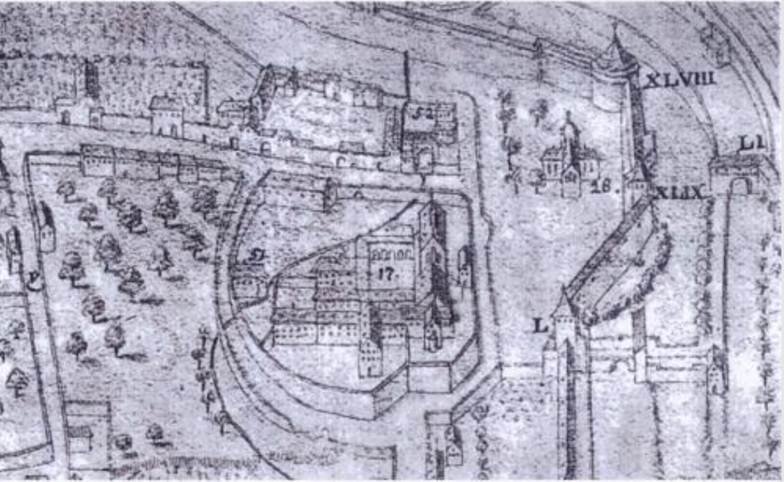
Die Zisterzienserinnen-Abtei Altmünster dargestellt auf dem Mascopschen Stadtplan von Mainz, 1575

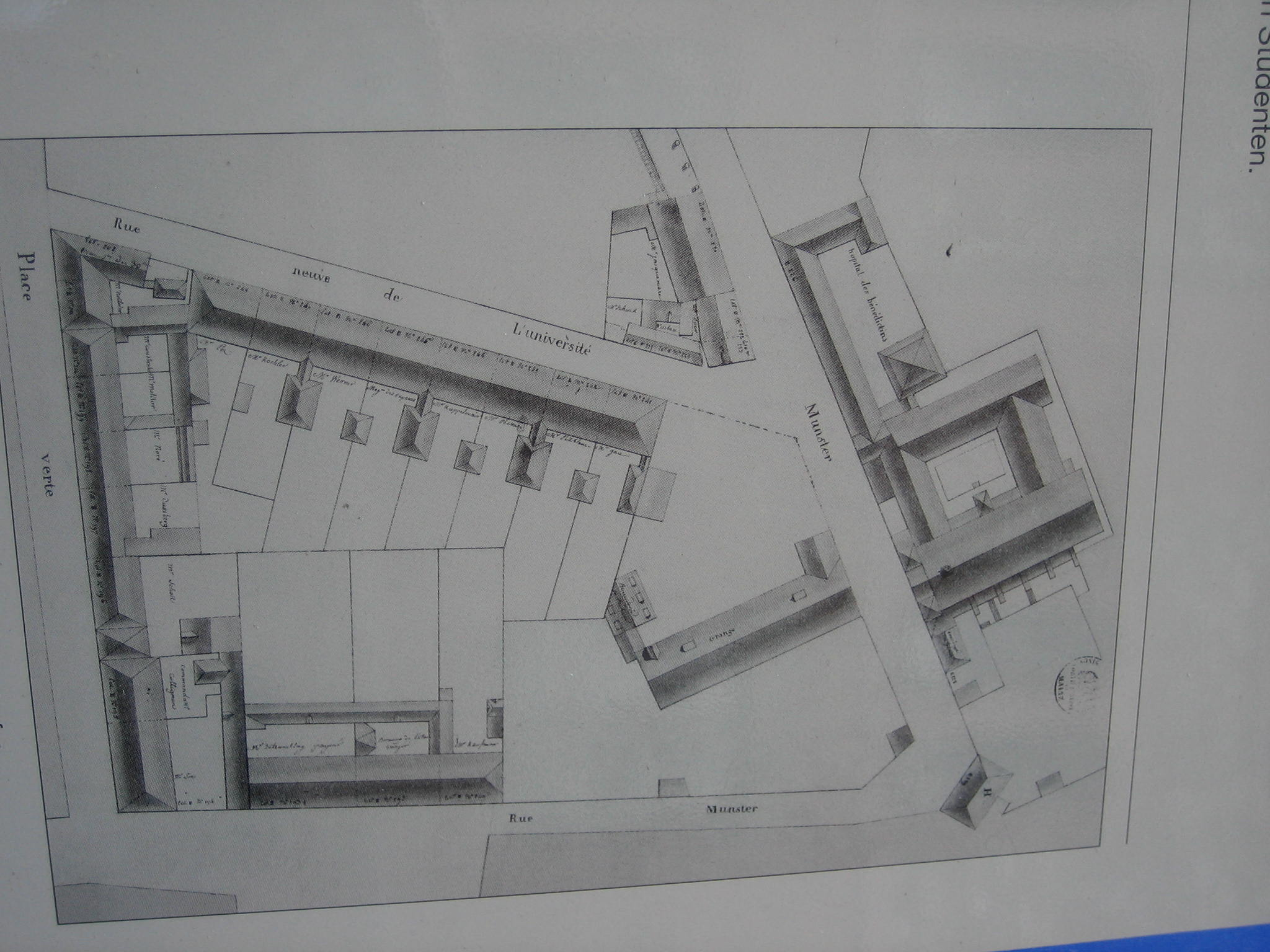
Rechts die Abtei in einem Lageplan von 1808

Die Abtei Altmünster war ein gegen Ende des 7. Jahrhunderts oder im 8. Jahrhundert (eine Gründungsurkunde ist auf das Jahr 734 datiert) gegründetes und im Jahre 1781 aufgelöstes Frauenkloster in Mainz; es ist damit die älteste Klostergründung in Mainz. Bis 1243 folgte es den Regeln der Benediktiner, danach denen der Zisterzienser.

## Gründung
Gemäß der teilweise legendarischen Überlieferung wurde das Kloster zwischen 691 und 694 oder auch erst zwischen 700 und 720 von der später heiliggesprochenen Bilhildis (Bilehilt), einer Nichte des damaligen Mainzer Bischofs Rigibert, als kleiner Konvent für Frauen gegründet. Bis zu ihrem Tode stand sie diesem Kloster vor. Neuerdings wird das Kloster allerdings eher als eine Gründung der iroschottischen Mission angesehen. Es war zunächst als Hohenmünster oder auch Hagenmünster bekannt. Erst seit dem frühen Mittelalter wurde es als „Altmünster“ bezeichnet. Die ursprüngliche Klosteranlage stand zwischen der heutigen Bahnhofs- und Münsterstraße, der Bilhildis- und Alicenstraße. Die Kirche war der hl. Maria geweiht. Das Kloster folgte wohl zumindest zeitweilig den Regeln der Benediktiner, begann aber im 12. Jahrhundert zunehmend den Charakter eines Stifts anzunehmen.

## Frühe Jahrhunderte
Ab 967/968 kam das Kloster an das auf Bestreben von Kaiser Otto I. auf der Synode von Ravenna mit Zustimmung von Papst Johannes XIII. zum Erzbistum erhobene Erzstift Magdeburg. Dies führte im 11. Jahrhundert dazu, dass Erzbischof Aribo von Mainz das Stift in den sogenannten „Gandersheimer Streit“ (1025–1031) verwickelte, in dem die Diözesen Hildesheim und Mainz um die Zuständigkeit über das Kanonissenstift Gandersheim stritten. Erst im Jahr 1112 gelang es Erzbischof Adalbert I., der sich zuvor mit Lothar von Supplinburg gegen König Heinrich V. verbündet hatte und dabei wohl diesen Preis aushandelte, Altmünster wieder unter Mainzer Aufsicht zu bringen. Damit begann eine Phase starker Einflussnahme der Mainzer Erzbischöfe auf das Kloster.

## Eingliederung in den Zisterzienserorden
Diese Einflussnahme erreichte ihren Höhepunkt unter Erzbischof Siegfried III. von Eppstein, der den Konvent im Rahmen seines Reformprogramms ab den 1230er Jahren gegen den Widerstand der Ordensfrauen reformierte und ihn im Jahre 1243 in den Zisterzienserorden inkorporierte und dem Abt Rimund des Klosters Eberbach in Eltville unterstellte. Die Durchsetzung des Filiationsprinzips und der zisterziensischen Ordensregeln wurde wohl recht einfühlsam vorgenommen, so dass es in der Folge zu keinen Krisen kam und die vor der Reform aufgetretenen Verfallserscheinungen erfolgreich eingedämmt wurden.
Der Konvent beherbergte im Spätmittelalter zwischen 22 und 38 Chorschwestern; in der frühen Neuzeit variierte deren Zahl von 15 bis 40. Stammten diese ursprünglich und bis ins 13. Jahrhundert noch alle aus hochadeligen Geschlechtern, so war die Mitgliedschaft schon vor der Klosterreform zunehmend auch Frauen aus dem regionalen Niederadel möglich. Dazu kamen um die Wende zum 14. Jahrhundert in wachsender Zahl die Töchter städtischer Patrizierfamilien und dann auch solche der führenden Mainzer Zünfte.

## Umzug und Neubau
Erzbischof Johann Philipp von Schönborn zwang die Nonnen im Jahre 1656, ihr vor der damaligen Stadtmauer liegendes Kloster zu verlassen und etwa 100 Meter weiter südlich in den eigenen Weinbergen, am heutigen Münsterplatz, neu zu erbauen, um für die geplanten städtischen Befestigungsanlagen Platz zu machen. Kloster und Kirche wurden, wie auch die nahe St. Paulus-Pfarrkirche im Frühjahr 1657 abgebrochen. Zwischen 1656 und 1662 wurde, nunmehr innerhalb der Stadtmauer an der Altmünsterstraße am Fuße des Kästrich, die neue Kirche, ein sechsjochiger Saalbau im frühen Barock-Stil mit starken Wandpfeilern ohne ausgeschiedenen Chor und mit zwei östlichen Fassadentürmen, durch den Kapuzinerpater Matthias von Saarburg und das neue Kloster durch den Kapuzinerpater Archangelus aus Trier errichtet. 1762 wurde die Kirche erneuert. Von der ehemals reichhaltigen Innenausstattung sind nur wenige Reste erhalten. Wichtigste Reliquie war das jeweils am Ostermontag gezeigte Schweißtuch Christi, das sich heute im Mainzer Dom befindet. Kaiser Friedrich III. besuchte das Kloster im 15. Jahrhundert, um die dort – der Legende nach seit den Anfängen – aufbewahrte Schweißtuchreliquie zu besichtigen, zu der noch bis 1781 Wallfahrten stattfanden.

## Aufhebung
Am 15. November 1781 fiel das Kloster der ersten Mainzer Klosteraufhebung zum Opfer. Auf Betreiben von Erzbischof Friedrich Karl Joseph von Erthal, und mit Erlaubnis von Papst Pius VI. und Kaiser Leopold II., wurden die drei reichsten Mainzer Klöster – Altmünster, Kartause und Reichklara – säkularisiert und ihr gesamtes Vermögen in den neu gegründeten Universitätsfonds überführt. Die Nonnen wurden teils im Weißfrauenkloster und teils im Kloster Dalheim in Mainz untergebracht.

## Spätere Nutzung
Die Kirche war zunächst weiterhin für den Gottesdienst bestimmt, wurde aber 1785 als Bibliotheksgebäude designiert und entweiht. Zu dieser Zweckumwandlung kam es dann zwar nicht, aber bis 1793 wurden auf dem Klostergelände u. a. ein chemisches Laboratorium, die Anatomie und eine Entbindungsanstalt eingerichtet. Nach dem Ende der preußischen Belagerung von Mainz und der Mainzer Republik im Jahre 1793 wurden die durch die preußische Beschießung der Zitadelle und ihres dortigen Klosters heimatlos gewordenen Jakobsberger Benediktiner, trotz der Proteste der Universität durch den zurückgekehrten Erzbischof Friedrich Karl in der Kirche und Teilen des ehemaligen Klosters einquartiert; als Gegenleistung mussten sie eine Entschädigung zugunsten der Universität zahlen. Auf Anordnung des französischen Präfekten Jeanbon St. André wurden die Jakobsberger am 27. April 1802 wieder ausquartiert, und am 2. Mai 1802 wurden Kirche und Teile des Klosters der an diesem Tag neu gegründeten Unierten Evangelischen Gemeinde in Mainz zur Benutzung überlassen. Schon drei Jahre später, am 2. Mai 1805, mussten die Protestanten auf Befehl Napoléons die Klosterräume, und am 13. Januar 1808 auch die Kirche, wieder räumen. Das ehemalige Kloster unterstand nun der französischen Militärverwaltung und wurde 1806 Entbindungsanstalt unter der Leitung von Johann Peter Weidmann, ab 1808 Militärlazarett. Nachdem Mainz 1816 zur Bundesfestung unter preußischer und österreichischer Verwaltung bestimmt worden war, wurden Kloster und Kirche ab etwa 1820 und bis 1892 weiter als Militärlazarett genutzt. Danach wurde das inzwischen baufällig gewordene Kloster abgebrochen. Der große, bis zum nördlichen Ende des Schillerplatzes beziehungsweise der Schillerstraße reichende Klostergarten wurde nach und nach in Bauland umgewandelt.

## Altmünsterkirche
Die Kirche wurde umfangreich erneuert und am 17. März 1895 als evangelische Garnisonskirche geweiht. Zur weiteren Geschichte der Altmünsterkirche, siehe Altmünsterkirche (Mainz).